# Conférence Molé-Tocqueville
La Conférence Molé-Tocqueville est la plus ancienne conférence de France ainsi que l'une des plus anciennes sociétés de débat au monde toujours en activité avec l’Oxford Union et la Cambridge Union (en). Cette conférence a donné naissance au plus important vivier d'hommes politiques de l’histoire de France contemporaine. Cette institution fut souvent le passage obligé pour accéder au sommet de l'État.
La conférence est fondée en 1832 par le comte Molé. Après être rentré d'exil lors de la Révolution française, celui-ci a fortement été inspiré par les debating societies alors très en vogue en Angleterre.
Ainsi, son vœu est de créer une structure permettant l'émergence d'une « élite à la connaissance du parlementarisme ainsi qu'aux hautes fonctions de l'État ». Au sein de ce club est alors transmis tout le savoir-faire relatif au bon fonctionnement d'une démocratie.
La Molé tient une place singulière dans le paysage associatif de l’histoire de France, en ce sens où elle a accueilli un grand nombre d’hommes d'affaires, d’avocats mais également d'hommes d'État. En effet, nombreux sont les Présidents de la République qui y ont été formés. En 1852, l'Empereur Napoléon III se voit attribuer par les membres, le titre de président d'honneur de la conférence.
Citons parmi les membres honoraires : Jules Ferry, le comte de Mérode, le baron James de Rothschild, le comte Treilhard, le marquis d'Harcourt, Albert Kahn, Emmanuel Arago, le comte de Ségur, le baron de Jolivenel, Teisserenc de Bort, Paul Target, Tenaille-Saligny, Andral, Oscar du Motier de La Fayette Lefèvre-Pon, Timoléon de Cossé-Brissac, Ferdinand Duval, Léon Renault, Charles Floquet, Clément de Royer, mais aussi Pierre Taittinger, Pierre Brossolette, André Citroën et Thierry Saussez.
La Conférence Molé-Tocqueville est certainement l'institution la plus influente de son temps mais aussi la plus politisée des conférences qui existent depuis la Restauration. Elle est un lieu de réflexion sur les questions de législation, d'économie politique, d'administration et de politique générale. Son mode de fonctionnement inspire bon nombre d'associations reprenant ainsi le terme de « conférence ».
« Les noms de ses fondateurs sont pour la plupart restés très attachés à l'histoire de France. Il est peu d'hommes politiques en vue qui n'aient appartenu à la Conférence Molé-Tocqueville et n'y aient fait leurs premières armes. » (Le Gaulois, 1929).

## Histoire

### Le fondateur
« Riche, recevant fastueusement dans son château familial de Champlâtreux, il a l’esprit, les manières, la conversation et le scepticisme d’un grand seigneur du XVIIIe siècle. Napoléon et Louis-Philippe eurent un vif engouement pour ses compétences, ce qui lui vaut bien des jalousies »

— Guy Antonetti, Louis-Philippe, 1994, p. 7.

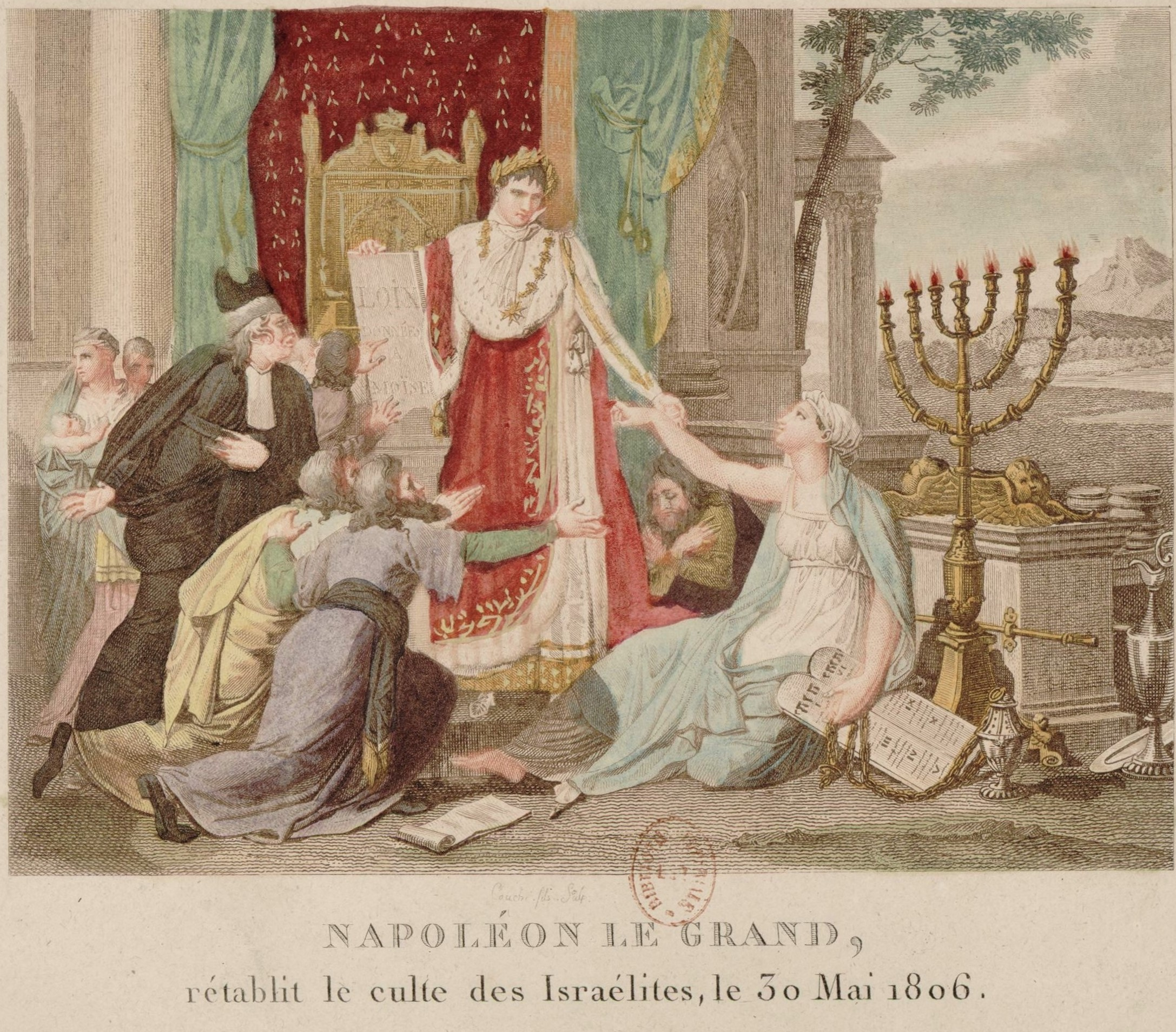
Reconnaissance du Culte israélite sous l'Empire.

Le comte Louis, né le 24 janvier 1781 à Paris et mort le 23 novembre 1855 à Épinay-Champlâtreux, est un homme politique français. Il est ministre de la Justice sous l'Empire, de la Marine sous la Restauration, des Affaires étrangères et président du Conseil, de 1836 à 1839, sous la monarchie de Juillet. Sous l'Empire, le comte fut nommé auditeur au Conseil d'État (18 février 1806) avant d'y être admis comme maître des requêtes (juin 1806). Rapporteur au Conseil d'État de la loi visant à reconnaître le culte israélite en France, Molé trouva le projet compatible avec les principes égalitaires de la Révolution française et préconisa une reconnaissance officielle de la religion juive, à la suite de quoi l'Empereur Napoléon Ier le nomma commissaire impérial au Sanhédrin israélite. Il fut ensuite préfet de la Côte-d'Or (novembre 1806-1809), conseiller d'État (1809), directeur général des Ponts et Chaussées (1809), comte de l'Empire (29 décembre 1809) et commandeur de l'ordre de la Réunion.

### La Conférence de l'hôtel Molé
En 1832, l'hôtel familial des Molé, dans le quartier de Saint-Germain-des-Près accueille le Conseil d'État. Aussi, durant la même année, le comte y reçoit nombre d'étudiants en droit et d'élèves avocats afin de les préparer à la prise de parole en public.

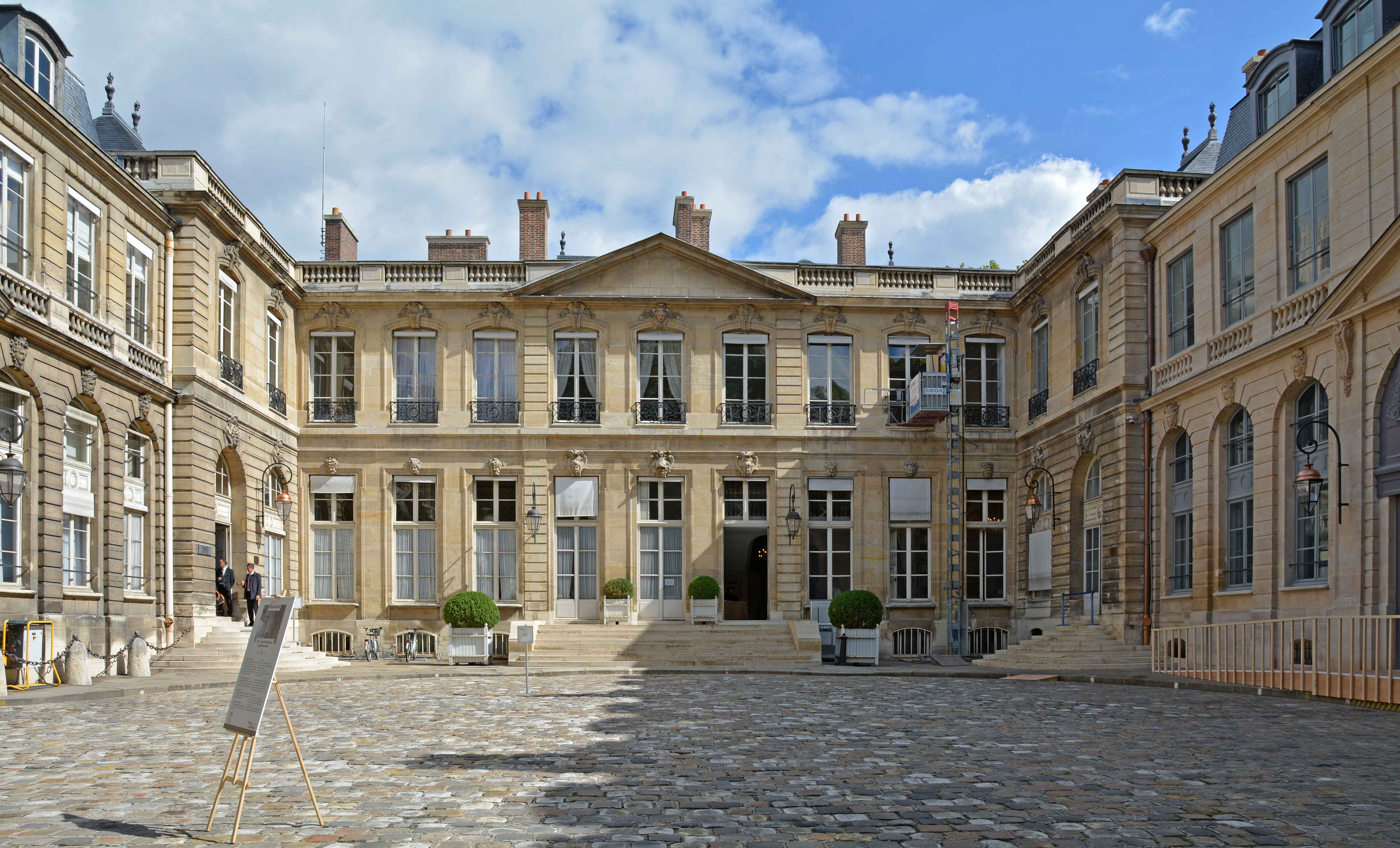
L'hôtel Molé, dans le quartier parisien de Saint-Germain-des-Prés abrite désormais le Ministère de l'Écologie.

La finalité de toutes les conférences créées au XIXe siècle est marquée par un souci constant d’entretenir la flamme de la diversité et d’imaginer des mécanismes de plus en plus sophistiqués garantissant la pluralité des opinions.
Historiquement, ces conférences sont apparues à la fin de la Restauration et dans les premières années de la monarchie de Juillet. 
On considère généralement que l’étape décisive a été franchie en 1832 avec la création de la Conférence dite de l’hôtel Molé, ultérieurement connue sous l’appellation de Conférence Molé. Le point important est que la conférence d’éloquence à la française est un être hybride, né de l’imitation d’un modèle anglo-saxon (la debating society anglaise, qui vit alors ses plus belles heures de gloire) et de la transposition dans la sphère politique d’une formule enracinée dans une tradition, celle de la « conférence particulière » ou « parlote » dans lesquelles les jeunes avocats se familiarisaient avec les techniques de l’argumentation, l'art oratoire et du débat contradictoire.
Aujourd'hui, les premiers locaux de la Conférence Molé-Tocqueville sont occupés par le Ministère de l'Écologie.

## La conférence et les artistes

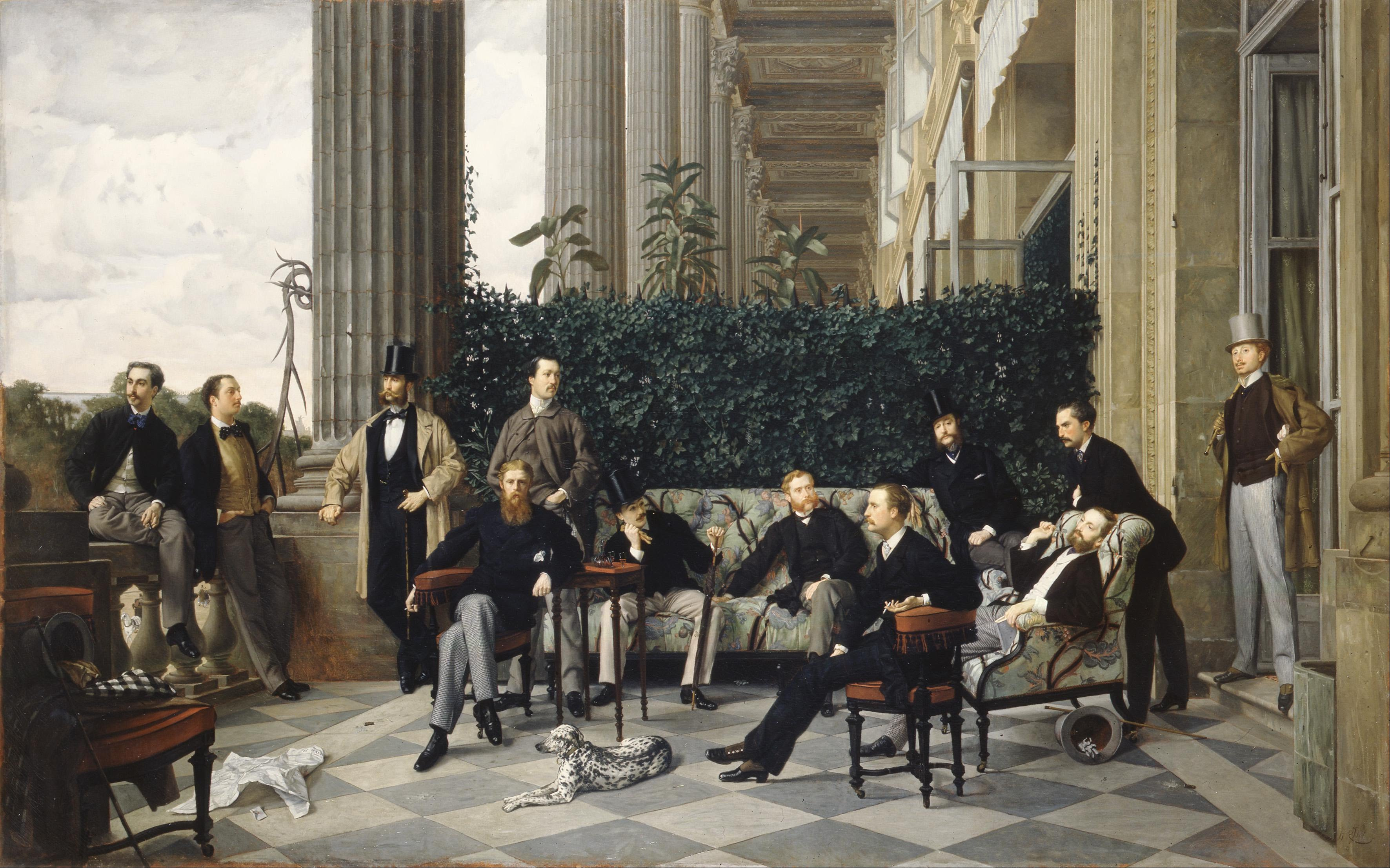
Le cercle de la rue royale, une œuvre de James Tissot, représentant la première génération dirigeante de la conférence.

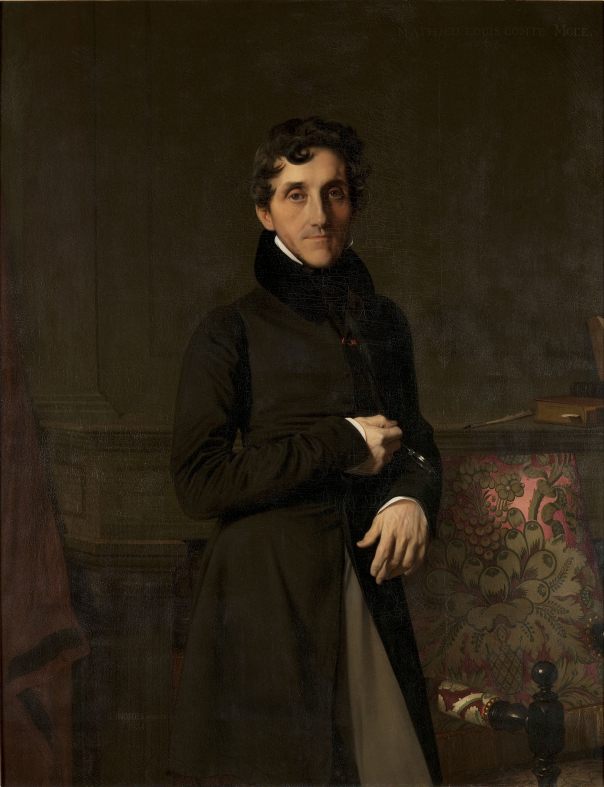
Le portrait du comte Louis-Mathieu Molé est actuellement exposé au musée du Louvre.

La conférence fut très tôt l'objet de représentations artistiques. Ainsi, le fondateur : Louis-Mathieu Molé fut lui-même l'objet d'un portrait de Jean-David-Auguste Ingres. Son portrait a été acquis par le musée du Louvre en 2011.
Plus tard, c'est au tour de James Tissot de représenter les jeunes de la conférence, dans son œuvre le Cercle de la rue Royale, actuellement exposé au musée d'Orsay.

## Organisation
La Conférence Molé-Tocqueville opère un brassage entre les élites. Il y a d'abord un brassage des générations, puisque les séances attirent aussi bien de très jeunes étudiants curieux de politique que de grands anciens éventuellement désireux de repérer de nouveaux talents. Il y a ensuite un brassage entre les milieux. La conférence apparaît d'abord comme l'un des piliers de la République des avocats. Mais à côté des représentants du barreau on trouve de très nombreux journalistes, un contingent important de hauts fonctionnaires et un public « parisien », à cheval entre le beau monde et un certain milieu littéraire.
École de l'éloquence et de l'apprentissage du pouvoir représentatif, la Conférence Molé-Tocqueville permet la discussion et le débat de sujets divers entre personnes venues de tous horizons politiques. Les personnalités de monde des affaires mais aussi les élus de la Nation qui tiennent une place prépondérante dans les institutions de bienfaisance et de philanthropie.

### Liste des présidents

#### Conférence Molé
- 1835 : Paul de Lasteyrie
- 1836 : Eugène de Goulard
- 1838 : Ferdinand de Lasteyrie
- 1839 : Wolowski
- 1847-1848 : Frédéric Passy
- 1850 : Frédéric Passy
- 1851 : Target
- 1853 : Josseau
- 1854-1855 : Target
- 1857 : Ernest Picard
- 1858-1860 : Antonin Lefèvre-Pontalis
- 1860 : Floquet
- 1862 : Arthur de Boissieu
- 1864 : Jules Ferry
- 1865 : Amédée Lefèvre-Pontalis
- 1867 : Clément Laurier
- 1868 : Léon Renault
- 1869-1870 : Gambetta
- 1870 : Édouard Hervé
- 1871 : Ribot
- 1874 : Méline
- 1876 : Franck Chauveau

#### Conférence Tocqueville
- Jean Casimir-Périer
- Albin de Grilleau

#### Conférence Molé-Tocqueville
- 1878 : Sabatier
- 1879 : Valframbert et Ambroise Rendu
- 1880 : Lucien Henry et Davrillé des Essards
- 1881 : Ledru et Albert Duchesne
- 1882 : Paul Révoil et Jules Auffray
- 1925-1926 : Me Georges Ferlet (avocat à la Cour d'appel de Paris) [13]
- 1980-2012 : Jérôme Guerrand-Hermès
- 2012- : Jean Lequet.

### Activités
Partenariats internationaux universitaires passés :
- Un échange avec The Yale Political Union (en) – (Yale University) ;
- Une reconnaissance mutuelle avec The Oxford Political Union – (University of Oxford).

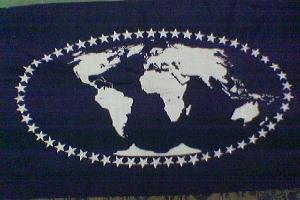
Société des Nations en 1920.

La Conférence Molé-Tocqueville vit ses membres participer au Groupement universitaire pour la Société des Nations (G.U.S.N.), ainsi certains d'entre eux en furent membres fondateurs. Ce qui valut au journaliste James Donnadieu dans le quotidien national Le Figaro, de comparer le samedi 4 février 1935, la rencontre internationale à Genève du 3 février comme étant la « Conférence Molé-Tocqueville des nations » : « des réputations s'y forment, des talents s'y affirment, mais ce n'est n'y un centre d'action, ni un poste de commandement ».

### Admission
Pour intégrer la Conférence Molé-Tocqueville, le candidat doit soumettre sa demande au bureau de la conférence. Le dossier ainsi transmis est ensuite observé par la commission d’admission, un avis est rendu dans un délai de deux semaines.

## Quelques membres célèbres

### Présidents de la République[16]

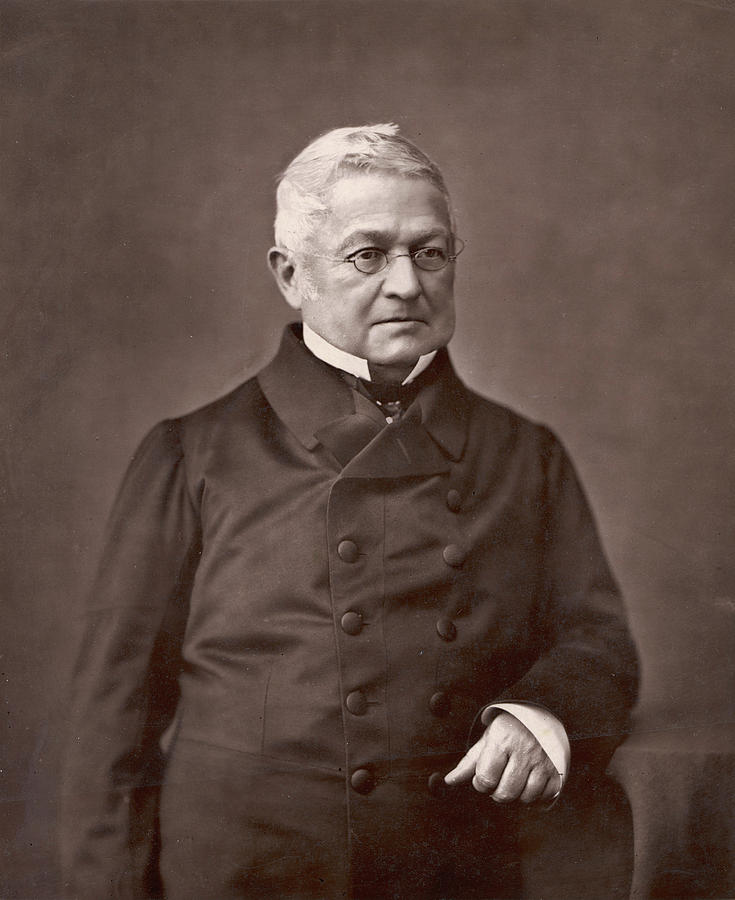
Adolphe Thiers (15/04/1797-03/09/1877) 2e président de la République française du 31/08/1871 au 24/05/1873.
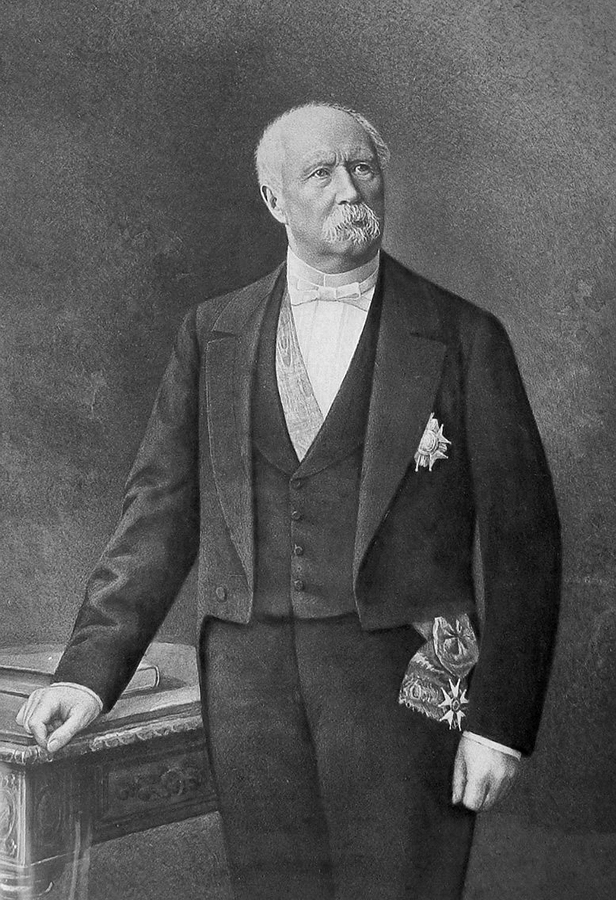
Patrice de Mac Mahon (13/07/1808-17/10/1893) 3e président de la République française du 24/05/1873 au 30/01/1879.
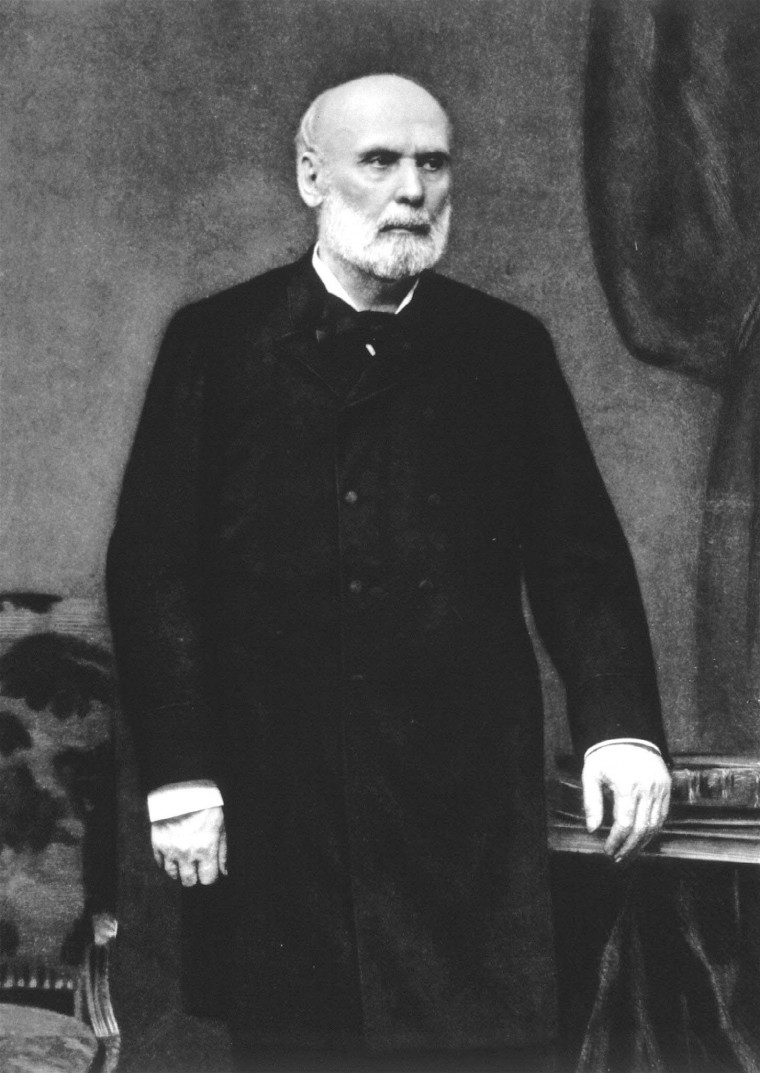
Jules Grévy (15/08/1807-09/09/1891) 4e président de la République française du 30/01/1879 au 02/12/1887.
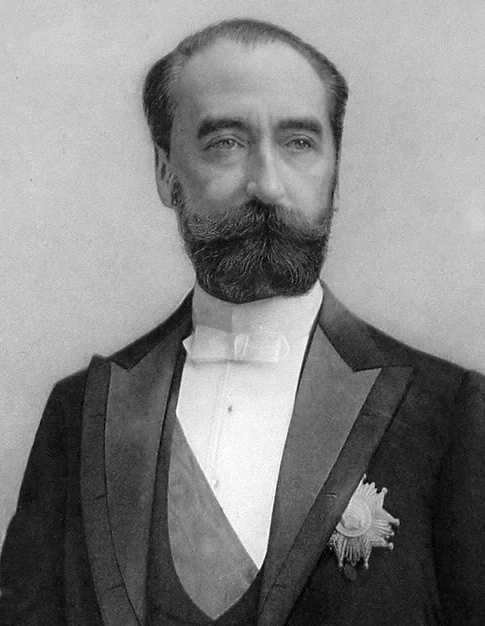
Sadi Carnot (11/08/1837-25/06/1894) 5e président de la République française du 03/12/1887 au 25/06/1894.
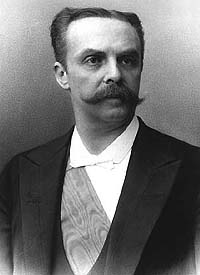
Jean Casimir-Perier (08/11/1847-11/03/1907) 6e président de la République française du 27/06/1894 au 16/01/1895.
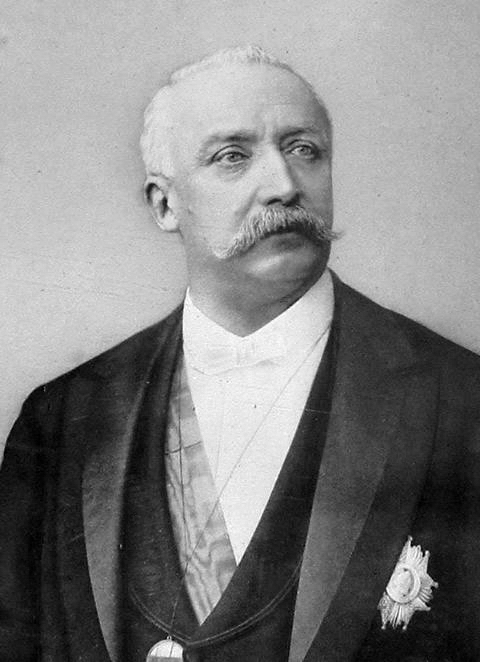
Félix Faure (30/01/1841-16/02/1899) 7e président de la République française du 17/01/1895 au 16/02/1899.
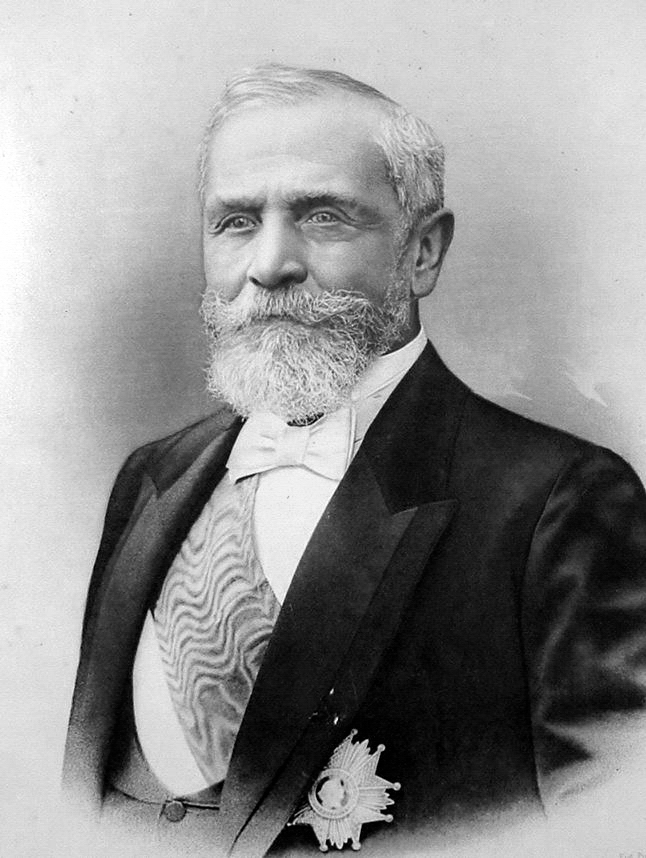
Émile Loubet (30/12/1838-20/12/1929) 8e président de la République française du 18/02/1899 au 18/02/1906.
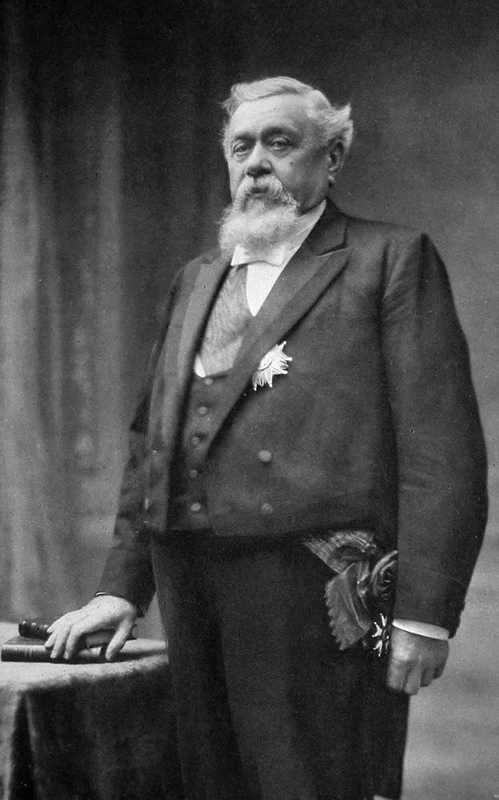
Armand Fallières (06/11/1841-22/06/1931) 9e président de la République française du 18/02/1906 au 18/02/1913.
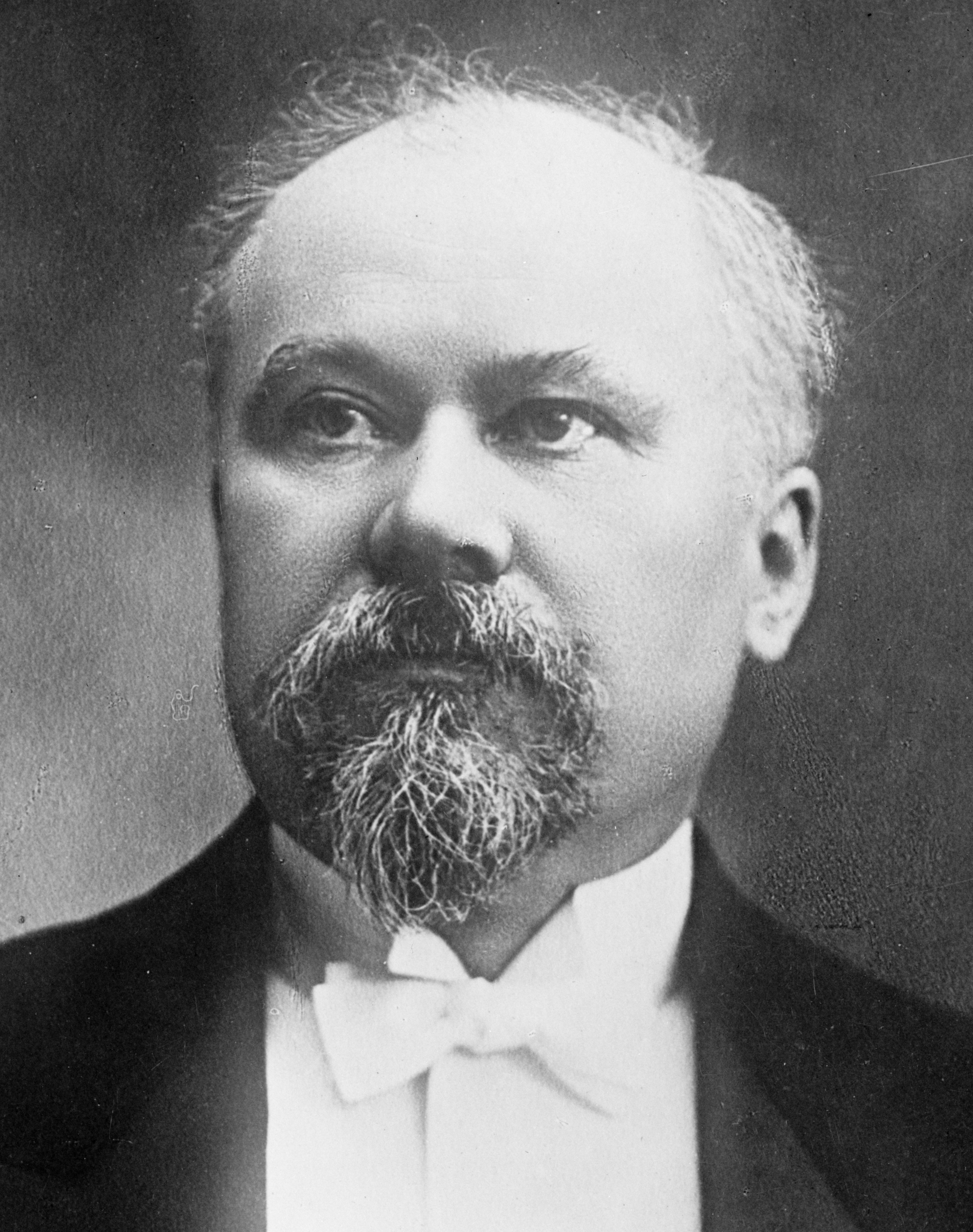
Raymond Poincaré (20/08/1860-15/10/1934) 10e président de la République française du 18/02/1913 au 18/02/1920.
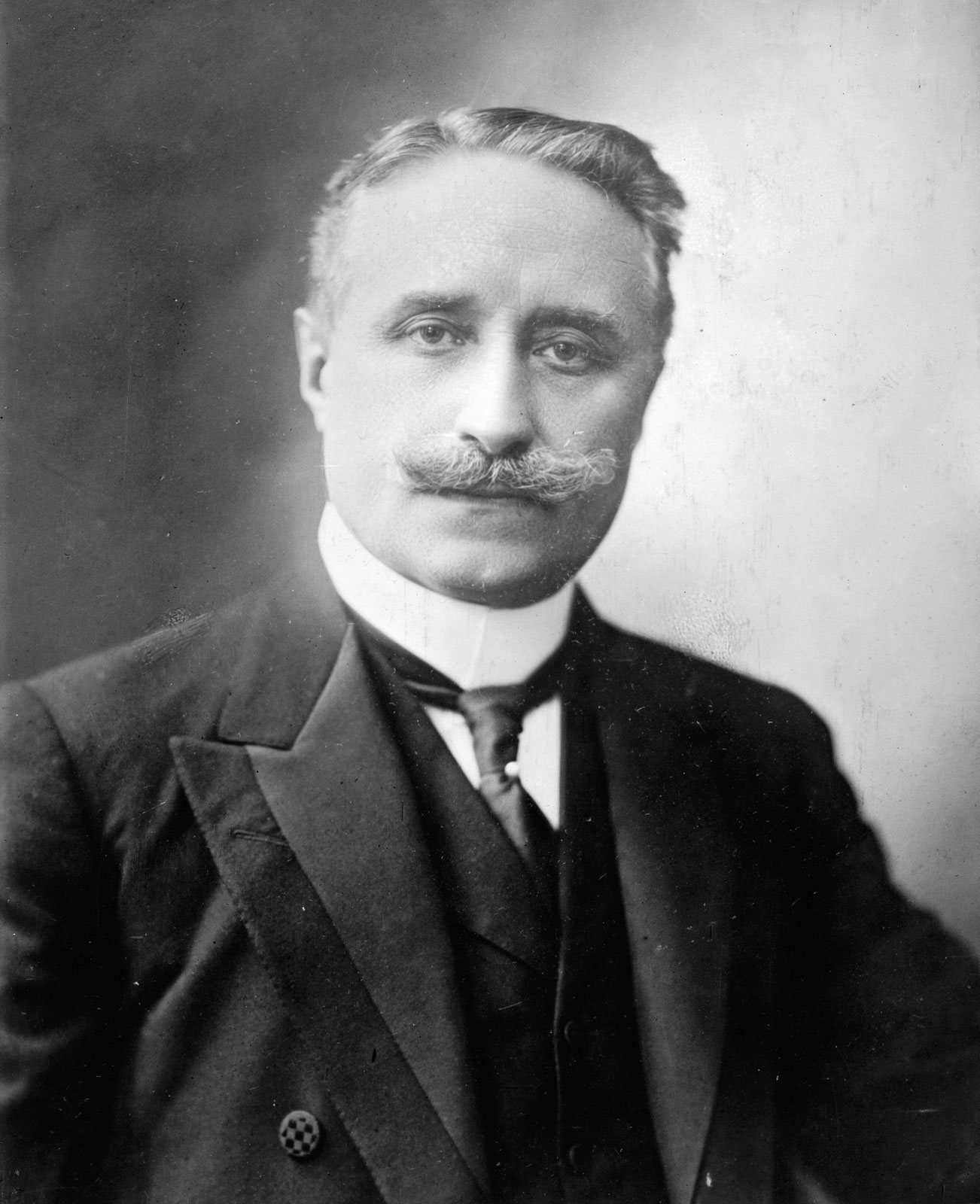
Paul Deschanel (13/02/1855-28/04/1922) 11e président de la République française du 18/02/1920 au 21/09/1920.
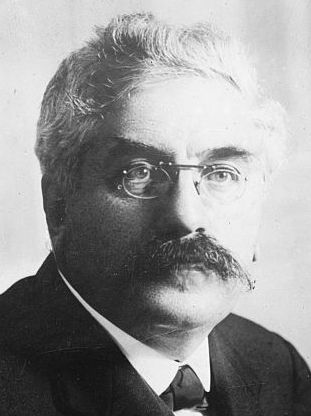
Alexandre Millerand (10/02/1859-06/04/1943) 12e président de la République française du 23/09/1920 au 11/06/1924.
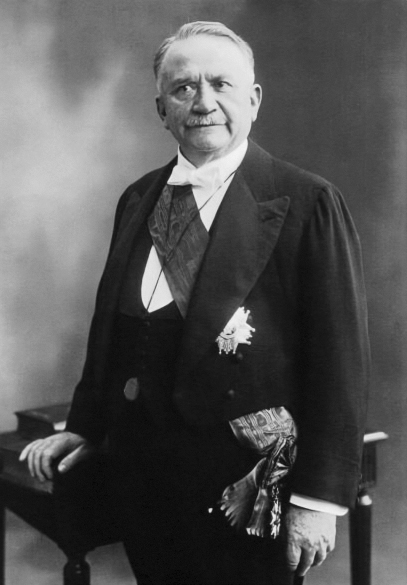
Gaston Doumergue (01/08/1863-18/06/1937) 13e président de la République française du 13/06/1924 au 13/06/1931.
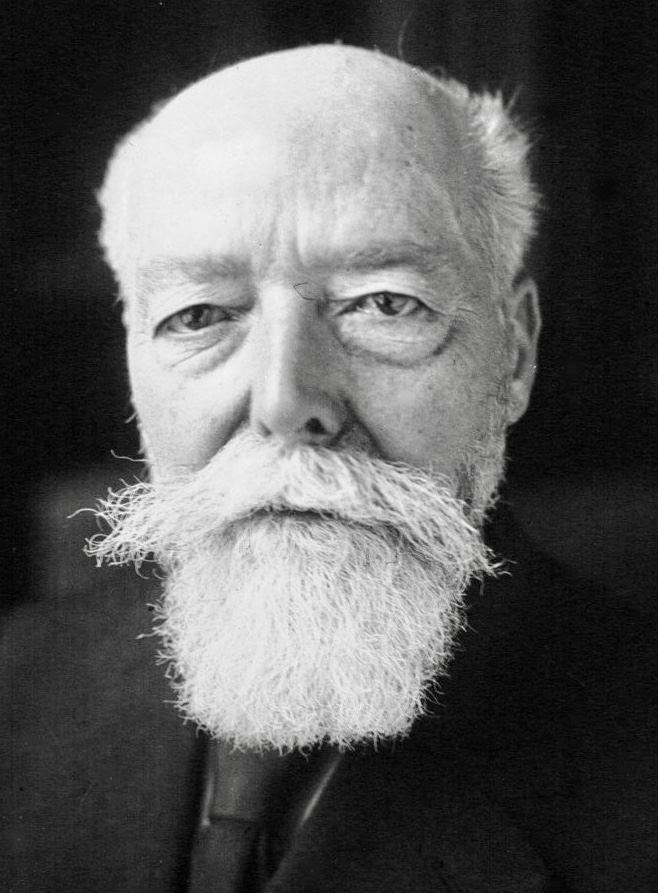
Paul Doumer (22/03/1857-07/05/1932) 14e président de la République française du 13/06/1931 au 07/05/1932.

### Chefs de gouvernement
- François Arago : chef de l'État français ;
- Louis Buffet : 4e vice-président du Conseil des ministres français ;
- Jules Simon : 29e président du Conseil des ministres français ;
- Jules Ferry : 35e et 40e président du Conseil des ministres français. Considéré comme étant le père fondateur de l'identité républicaine, auteur des lois scolaires relatives à « l'école publique gratuite et obligatoire » ;
- Léon Gambetta : 36e président du Conseil des ministres français ;
- Alexandre Ribot : 50e président du Conseil des ministres français ;
- Pierre Waldeck-Rousseau : 59e président du Conseil des ministres français, ministre de l'Intérieur. Auteur de la loi relative à la création des syndicats professionnels. Auteur de la loi instaurant la relégation des récidivistes. Auteur de la loi relative au contrat d'association (dite loi de 1901) ;
- Émile Combes : 60e président du Conseil des ministres français ;
- Aristide Briand : 64e et 68e président du Conseil des ministres français ;
- René Viviani : 72e président du Conseil des ministres français. Avocat, cofondateur du journal L'Humanité ;
- Georges Clemenceau : 76e président du Conseil des ministres français ;
- André Tardieu : 88e et 90e président du Conseil des ministres français ;
- René Pleven : 119e et 121e président du Conseil des ministres français ;
- Pierre Mendès France : 126e président du Conseil des ministres français.

### Avocats
- Albert Grévy.

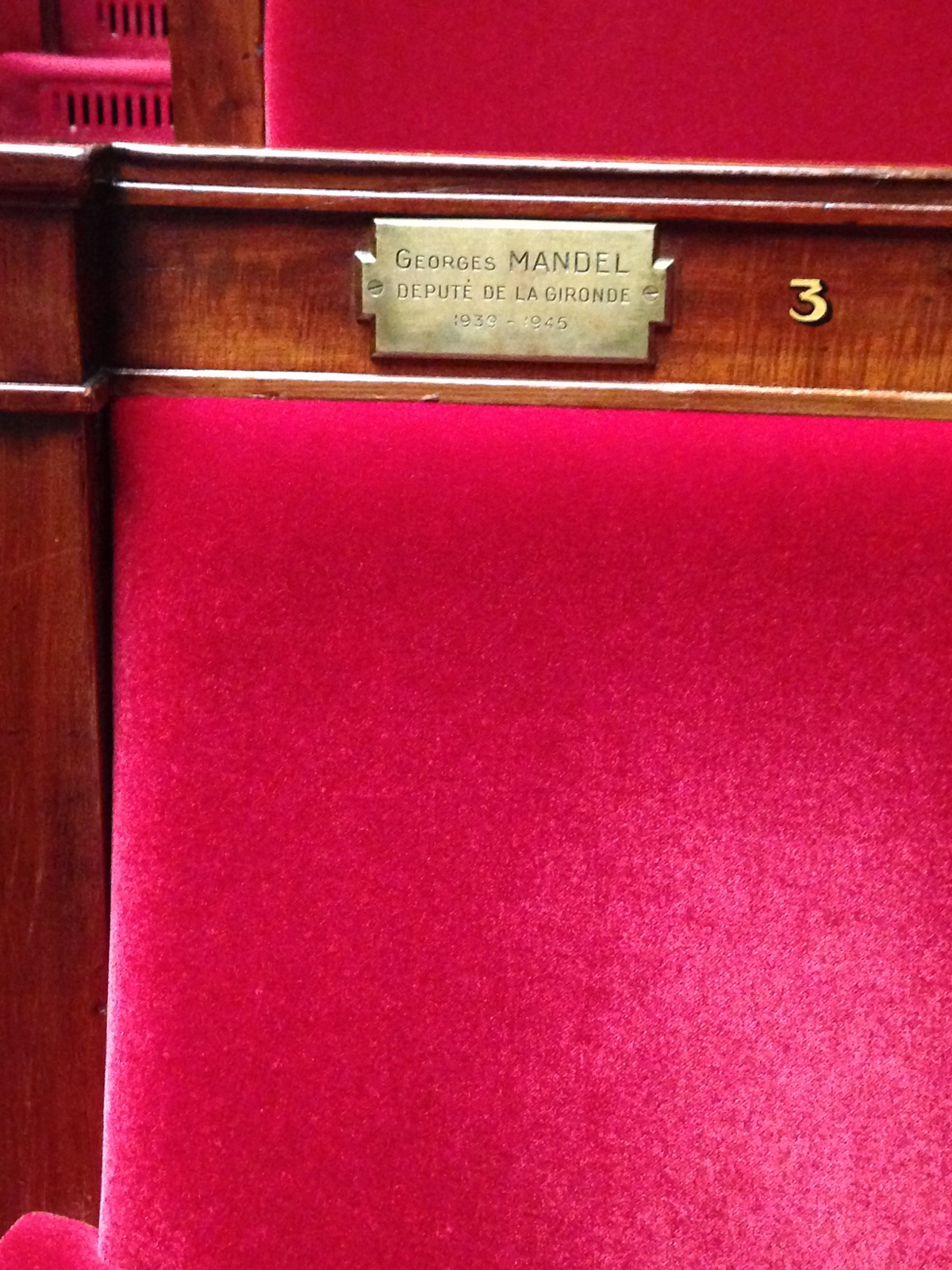
Plaque en l'honneur de Georges Mandel, au 3e fauteuil de l'Assemblée nationale.

- René Viviani : secrétaire de la Conférence du stage, cofondateur de L'Humanité (1904) avec Jean Jaurès. À la création du Ministère du Travail, il en devient le premier ministre et fait garantir le repos dominical par la loi de 1906. Président du Conseil des ministres (1914-1915) ;
- Vincent de Moro-Giafferri : secrétaire de la Conférence du stage, homme politique ;
- Gustave de Lamarzelle : sénateur, avocat, président de la Conférence Molé-Tocqueville et professeur de droit à l'Institut catholique de Paris ;
- Jean-Jules Clamageran ;
- Charles Savary ;
- Louis Wolowski ;
- Ernest Picard : sénateur, ambassadeur de France à Bruxelles, président de la Conférence Molé-Tocqueville ;
- Franck Chauveau : premier secrétaire de la Conférence du stage ;
- César Caire : secrétaire de la Conférence du stage, président du Conseil municipal de Paris, élu du VIIIe arrondissement de Paris ;
- Emmanuel de Las Cases : secrétaire de la Conférence du stage ;
- Franck Chauveau : premier secrétaire de la Conférence du stage, député de l'Oise, vice-président de la commission des finances, sénateur, vice-président du Sénat de 1898 à 1901.
- Jean-Georges Duléry de Peyramont (20 February 1846 - Paris, 1882 - Sauviat, 87, Haute Vienne), Avocat, secrétaire de la Conférence du stage (Promotion : 1870-1871 - Voir http://www.laconference.net/?promotion=1870), secrétaire général de la préfecture du Puy de Dôme, sous-préfet de Sceaux. (voir notamment https://gallica.bnf.fr/ark:/12148/bpt6k9799871m/f151.item.r=%20de%20peyramont)

### Hommes d'affaires
- baron James de Rothschild : banquier français, fondateur de la branche de française de la famille Rothschild ;
- Louis Wolowski : cofondateur du Crédit foncier de France en 1852 avec Xavier Branicki ;
- Nathaniel de Rothschild : homme d'affaires, banquier ; il fonde en 1853 le grand cru Château Mouton Rothschild ;
- André Citroën : pionnier de l'industrie automobile, fondateur de l'empire industriel automobile Citroën en 1919 ;
- Napoléon Ney : militaire, journaliste, explorateur, premier président du Racing Club de France en 1882 ;
- Jean de Beaumont : président du Cercle de l'Union interalliée de 1975 à 1999 ;
- Pierre Taittinger : fondateur de la maison de Champagne Taittinger.
- René Wertheimer : industriel français, associé avec les Parfums Chanel ;
- Maurice Petsche : premier président d'Alstom ;
- Thierry Saussez : publicitaire, conseiller en communication de Nicolas Sarkozy[7] ;
- Jérome Guerrand-Hermès : président du conseil de surveillance de la maison française de luxe Hermès ;
- Léon Chandon[17] : avocat à la Cour, président général des comités plébiscitaires de la Seine, fondateur de la maison de champagne du même nom, une marque issue de la maison Moët & Chandon.

### Autres
Autres membres ayant marqué l'histoire de la conférence :
- Georges Mandel (Louis Georges Rothschild) ;
- Pierre de Coubertin : fondateur du Comité international olympique (CIO)[18] ;
- Alphonse Deville ;
- Louis Vallon ;
- Pierre de Bénouville ;
- Joseph d'Haussonville ;
- Abel Ferry ;
- Maurice Colrat de Montrozier ;
- Vincent de Moro-Giafferri ;
- Henry de Jouvenel ;
- Robert de Jouvenel ;
- Henri Fougère ;
- Roger Poitou-Duplessy ;
- Georges Bonnefois ;
- Louis Madelin ;
- Joseph Reinach ;
- Léon Abrami ;
- Émile Roux : médecin, met au point avec Pasteur le vaccin contre la rage. Fonde avec celui-ci l'Institut Pasteur en 1888 ;
- Fernand-Brun ;
- Maurice Flayelle ;
- Ernest Flandin ;
- Marcel Habert ;
- Pierre Dreyfus-Schmidt ;
- Gustave de Kerguezec ;
- Maurice Violette ;
- Fabien Albertin ;
- Étienne Antonelli ;
- Jean de Beaumont ;
- Raoul Calary de Lamazière ;
- Pierre Cathala ;
- René Delzangles ;
- Robert de Grandmaison ;
- Oscar du Motier de La Fayette ;
- Édouard Bocher, conseiller d'État, préfet, intime d'Alfred de Musset, membre fondateur de la Molé ;
- Henry Hébrard de Villeneuve : jurisconsulte, escrimeur, fondateur de la Société d'encouragement à l'escrime, puis la fédération française d'escrime, vice-président du Conseil d'État. Membre fondateur de la Tocqueville ;
- Napoléon de Montesquiou-Fézensac : pair de France, membre fondateur de la Tocqueville ;
- Charles Savary : secrétaire d'État, député, membre fondateur de la Tocqueville ;
- Camille de Montalivet : homme d'État, pair de France, exécuteur testamentaire du Roi Louis-Philippe, plusieurs fois ministre sous la monarchie de Juillet, membre fondateur de la conférence ;
- Armand de Pontmartin : célèbre critique littéraire du XIXe siècle, contemporain de Balzac et Baudelaire. Membre fondateur de la conférence ;
- Auguste de Cambis d'Orsan : homme politique, député, directeur de la Fondation Calvet, membre fondateur de la conférence ;
- Huard Delamarre : membre fondateur de la conférence ;
- Louis Mortimer Ternaux : historien et homme politique français. Conseiller d'État, député, membre de la commission des récompenses nationales. Ternaux est l'auteur d'une monumentale histoire de la Terreur, parue en 8 volumes. Participe à la fondation de la conférence ;
- Charles Adrien His de Butenval : ambassadeur de France en Belgique, sénateur du Second Empire, membre fondateur de la conférence ;
- Oscar du Motier de La Fayette : fils de Georges Washington de La Fayette, représentant à l'Assemblée constituante du 23 avril 1848, il fait partie des 75 sénateurs inamovibles le 13 décembre 1875 ;
- Gaston Henry-Haye ;
- Louis Jacquinot ;
- Henri de Kérillis ;
- Léo Lagrange ;
- Gaston Le Provost de Launay ;
- Pierre de Lupel : avocat, député de la Somme, premier vice-président de la conférence ;
- Charles Lussy ;
- Max Botton ;
- Marcel Sembat : ministre socialiste, dirigeant du parti socialiste de France, l'un des plus illustres membres de la SFIO ;
- M. Legendre ;
- M. Habert ;
- Marcellin Berthelot : chimiste et biologiste français, sénateur, ministre des Affaires étrangères puis ministre de l'Instruction publique ;
- Paul Chassaigne-Goyon ;
- Charles, comte de Goyon, duc de Feltre ;
- Frédéric Passy : membre de l'Institut, premier prix Nobel de la paix, a consacré sa vie à l'idéal pacifiste et a diffusé des idées féministes, abolitionnistes, sociales et libérales ;
- Paul Marchandeau ;
- Léon Martinaud-Deplat ;
- Théodore Reinach : membre de l'Institut, officier de la Légion d'honneur, docteur honoraire du Trinity College (Dublin), directeur de la gazette des beaux-arts, capitaine de l'armée territoriale, président de la Conférence Molé (1888), président de la société des études juives, ancien vice-président de la société des amis du Louvre ;
- Gaston Henry-Haye : diplomate, ambassadeur ;
- Jacques Dauer : résistant[19] ;
- Paul Marchandeau : capitaine de Rugby, Président de l'Association des maires de France, ministre des Finances ;
- Jean Pierre-Bloch : homme politique, socialiste, résistant, membre du comité directeur de la LICRA puis président et, président d’honneur ;
- Pierre Marie Gallois : général de brigade aérienne, artisan de la Force de dissuasion nucléaire française et conseiller du Général de Gaulle ;
- Philémon Deroisin : positiviste, magistrat et maire de Versailles.

Membres de l'Académie française :
- le comte Mathieu Molé ;
- Jules Auffray ;
- Alfonse Deville ;
- Michel Missoffe ;
- Jean Michard-Pellissier ;
- Marc de Molènes.

## Curiosités
Le 27 mai 2015, le président de la République accueille la dépouille de Pierre Brossolette au Panthéon. Pierre Brossolette fut membre de la conférence à partir de 1927; par son intermédiaire, de nombreux membres de la conférence furent mis en relation avec les réseaux de la résistance.
En 2013, l'historienne Mona Ozouf préside un comité dont l'objectif est le transfert des cendres de Pierre Brossolette au Panthéon. Le 21 février 2014, le président de la République François Hollande annonce le transfert de ses cendres au Panthéon aux côtés des résistantes Geneviève de Gaulle-Anthonioz et Germaine Tillion ainsi que de l'ex-ministre Jean Zay en tant que « grandes figures qui évoquent l’esprit de résistance ». Le président de la République signe le décret, en date du 7 janvier 2015. Le vendredi 15 mai 2015, les cendres de Pierre Brossolette sont exhumées en présence de sa famille proche et de l'association Navarre, des anciens du 5e régiment d'infanterie. L'entrée au Panthéon se déroule le 27 mai 2015. À cette occasion les membres de la conférence furent conviés par la présidence de la République.
En septembre 2015, Gilles Le Béguec : professeur d'histoire de France contemporaine (Sciences Po. Paris, université Paris X Nanterre) et président du comité scientifique de la Fondation Charles-de-Gaulle, est nommé président d'honneur de la Conférence.